# Attacco con testo in chiaro scelto
Un attacco con testo in chiaro scelto è un tipo di attacco crittanalitico che presume che l'attaccante abbia la capacità di scegliere del testo in chiaro arbitrario da fare cifrare ed ottenere il corrispondente testo cifrato. L'obiettivo dell'attacco è quello di ottenere quante più informazioni possibili in modo da ridurre la sicurezza dello schema di cifratura. Nel peggiore dei casi, un attacco con testo in chiaro scelto può arrivare a rivelare la chiave segreta dello schema.
Questo tipo di attacco appare, ad una prima analisi, alquanto irrealistico: sembra improbabile che un attaccante possa persuadere un crittografo a cifrare grossi quantitativi di testi in chiaro scelti da lui stesso. La moderna crittografia, però, è implementata su software o hardware ed è utilizzata per una svariata serie di applicazioni: in molti casi, quindi, un attacco con testo in chiaro scelto è spesso facilmente conducibile. Un attacco di questo genere diventa estremamente importante nel contesto della crittografia a chiave pubblica, dove la chiave di cifratura è pubblica e l'attaccante può cifrare qualsiasi testo in chiaro egli voglia.
Qualsiasi cifrario che può prevenire un attacco con testo in chiaro scelto è anche sicuro contro un attacco con testo in chiaro noto e con solo testo cifrato: si parla, in questo caso, di un approccio conservativo alla sicurezza.
Si possono distinguere due tipologie di attacco con testo in chiaro scelto:
- attacco con lotto di testi in chiaro scelti: il crittanalista sceglie tutti i testi in chiaro da utilizzare prima che essi siano cifrati. Questo è in genere il significato più comune della locuzione "attacco con testo in chiaro scelto";
- attacco adattivo con testo in chiaro scelto: il crittanalista esegue una serie di tentativi, utilizzando testi in chiaro scelti in base alle informazioni ottenute dalle precedenti cifrature.

Gli algoritmi di cifratura a chiave pubblica sono vulnerabili a semplici attacchi del tipo "a dizionario", dove l'attaccante costruisce una tabella di probabili messaggi e dei loro corrispondenti testi cifrati: per trovare la decifratura di alcuni testi cifrati osservati, l'attaccante deve semplicemente cercare il testo cifrato all'interno della tabella. Come risultato di ciò, le definizioni per la sicurezza di una chiave pubblica esposta ad un attacco con testo in chiaro scelto richiedono una cifratura probabilistica, vale a dire che la cifratura dello stesso testo seguita più volte con la stessa chiave dia come risultato un testo cifrato sempre differente. Gli algoritmi di cifratura a chiave privata, dove la stessa chiave viene utilizzata sia per cifrare che per decifrare un testo, possono anch'essi risultare vulnerabili ad altre forme di attacchi con testo in chiaro scelto: si veda, ad esempio, la crittanalisi differenziale dei cifrari a blocchi
Una tecnica denominata gardening (giardinaggio), fu utilizzata dai crittanalisti britannici di Bletchley Park durante la Seconda guerra mondiale per decifrare i messaggi cifrati dai Nazisti con la macchina cifrante Enigma. Un esempio di gardening era quello di riminare una determinata area appena bonificata dai Nazisti per costringerli a spedire un messaggio per la ribonifica contenente quindi il termine minen (tedesco per mine) ed il nome della località su cui intervenire.